# Gastón Etlis
Gastón Etlis (Buenos Aires, 4 november 1974) is een voormalig Argentijns tennisser die tussen 1993 en 2006 actief was in het professionele tenniscircuit. 
Etlis won in zijn carrière vier ATP-toernooien in het dubbelspel en stond daarnaast nog in tien finales. Tevens won hij ook nog twaalf toernooien in het dubbelspel bij de challengertoernooien. Zijn hoogste notering in het dubbelspel is een 17de plek die hij behaalde begin 2005.
In de beginjaren van zijn carrière nam hij ook nog deel aan de grandslamtoernooi in het enkelspel.

## Palmares
| Legenda                       | Legenda               |
| ----------------------------- | --------------------- |
| Grand Slam                    |                       |
| Olympische Spelen             |                       |
| tot 2009                      | vanaf 2009            |
| Tennis Masters Cup            | ATP Finals            |
| ATP Masters Series            | ATP Tour Masters 1000 |
| ATP International Series Gold | ATP Tour 500          |
| ATP International Series      | ATP Tour 250          |

### Enkelspel
| Nr.                  | Datum            | Toernooi | Ondergrond | Tegenstander in finale | Score         |
| -------------------- | ---------------- | -------- | ---------- | ---------------------- | ------------- |
| Gewonnen challengers |                  |          |            |                        |               |
| 1.                   | 18 juni 1995     | Cali     | Gravel     | Karim Alami            | 6-1, 3-6, 6-3 |
| 2.                   | 21 mei 2000      | Zagreb   | Gravel     | Agustín Calleri        | 6-3, 7-5      |
| 3.                   | 19 augustus 2001 | Brasilia | Gravel     | Sergio Roitman         | 7-5, 6-3      |

### Dubbelspel
| Nr.                                       | Datum             | Toernooi            | Ondergrond    | Partner           | Tegenstanders in finale           | Score               | Details |
| ----------------------------------------- | ----------------- | ------------------- | ------------- | ----------------- | --------------------------------- | ------------------- | ------- |
| gewonnen finales heren dubbel             |                   |                     |               |                   |                                   |                     |         |
| 1.                                        | 17 februari 2002  | ATP Viña del Mar    | Gravel        | Martín Rodríguez  | Lucas Arnold Ker Luis Lobo        | 6-3, 6-4            | Details |
| 2.                                        | 24 februari 2002  | ATP Buenos Aires    | Gravel        | Martín Rodríguez  | Simon Aspelin Mark Kratzmann      | 3-6, 6-3, [10-4]    | Details |
| 3.                                        | 18 april 2004     | ATP Valencia        | Gravel        | Martín Rodríguez  | Feliciano López Marc López        | 7–5, 7–6(5)         | Details |
| 4.                                        | 28 augustus 2005  | ATP New Haven       | Hardcourt     | Martín Rodríguez  | Rajeev Ram Bobby Reynolds         | 6-4, 6-3            | Details |
| verloren finales heren dubbel             |                   |                     |               |                   |                                   |                     |         |
| 1.                                        | 27 februari 2000  | ATP Mexico-Stad     | Gravel        | Martín Rodríguez  | Byron Black Donald Johnson        | 3-6 5-7             | Details |
| 2.                                        | 30 juli 2000      | ATP San Maríno      | Gravel        | Jack Waite        | Tomáš Cibulec Leoš Friedl         | 6-7(1), 5-7         | Details |
| 3.                                        | 16 september 2001 | ATP Costa do Sauípe | Hardcourt     | Brent Haygarth    | Enzo Artoni Daniel Melo           | 3-6, 6-1, 6-7(5)    | Details |
| 4.                                        | 28 april 2002     | ATP Barcelona       | Gravel        | Lucas Arnold Ker  | Michael Hill Daniel Vacek         | 4-6, 4-6            | Details |
| 5.                                        | 21 juli 2002      | ATP Stuttgart       | Gravel        | David Adams       | Joshua Eagle David Rikl           | 3-6, 4-6            | Details |
| 6.                                        | 25 april 2004     | ATP Monte-Carlo     | Gravel        | Martín Rodríguez  | Tim Henman Nenad Zimonjić         | 5-7, 2-6            | Details |
| 7.                                        | 19 september 2004 | ATP Delray Beach    | Hardcourt     | Martín Rodríguez  | Leander Paes Radek Štěpánek       | 0-6, 3-6            | Details |
| 8.                                        | 3 oktober 2004    | ATP Palermo         | Gravel        | Martín Rodríguez  | Lucas Arnold Ker Mariano Hood     | 5-7, 2-6            | Details |
| 9.                                        | 17 oktober 2004   | ATP Wenen           | Hardcourt (i) | Martín Rodríguez  | Martin Damm Cyril Suk             | 7-6(4), 4-6, 6-7(4) | Details |
| 10.                                       | 6 februari 2005   | ATP Viña del Mar    | Gravel        | Martín Rodríguez  | David Ferrer Santiago Ventura     | 3-6, 4-6            | Details |
| gewonnen finales heren dubbel challengers |                   |                     |               |                   |                                   |                     |         |
| 1.                                        | 18 juli 1993      | Campinas            | Gravel        | Óscar Ortiz       | Juan Garat Roberto Saad           | 6-4, 6-1            |         |
| 2.                                        | 16 oktober 1994   | Lima (1)            | Gravel        | Juan Garat        | João Cunha e Silva Nuno Marques   | 6-4, 6-7, 7-6       |         |
| 3.                                        | 8 december 1996   | Santiago            | Gravel        | Martín Rodríguez  | Alejandro Aramburú Ramón Delgado  | 6-4, 6-4            |         |
| 4.                                        | 7 september 1997  | Azoren              | Gravel        | Andrej Tsjerkasov | Nils Holm Lars-Anders Wahlgren    | 6-7, 7-5, 6-3       |         |
| 5.                                        | 2 mei 1999        | Espinho             | Gravel        | Juan Balcells     | Noam Behr Eyal Ran                | 6-3, 6-2            |         |
| 6.                                        | 5 december 1999   | Caracas             | Hardcourt     | Martín Rodríguez  | José de Armas Jimy Szymanski      | 6-4, 6-3            |         |
| 7.                                        | 12 december 1999  | Mexico-Stad         | Gravel        | Damian Furmanski  | Paulo Taicher Andy Zingman        | 6-4, 6-3            |         |
| 8.                                        | 22 oktober 2000   | Lima (2)            | Gravel        | Martín Rodríguez  | Juan Ignacio Chela Luis Horna     | 6-4, 5-2, opgave    |         |
| 9.                                        | 19 november 2000  | Montevideo          | Gravel        | Lucas Arnold Ker  | Juan Balcells Germán Puentes      | 6-4, 6-4            |         |
| 10.                                       | 19 augustus 2001  | Brasilia-1          | Gravel        | Leonardo Olguin   | Gustavo Marcaccio Patricio Rudi   | 6-4, 6-4            |         |
| 11.                                       | 23 september 2001 | Florianópolis       | Gravel        | Martín Rodríguez  | Stephen Huss Lee Pearson          | 6-2, 6-1            |         |
| 12.                                       | 7 oktober 2001    | Guadalajara         | Gravel        | Martín Rodríguez  | Agustín Calleri Ignacio Hirigoyen | 7-5, 7-5            |         |

## Resultaten grote toernooien
| Legenda | Legenda                          |
| ------- | -------------------------------- |
| g.t.    | geen toernooi gehouden           |
| l.c.    | lagere categorie                 |
| –       | niet deelgenomen                 |
| G       | uitgeschakeld in de groepsfase   |
| 1R      | uitgeschakeld in de eerste ronde |
| 2R      | uitgeschakeld in de tweede ronde |
| 3R      | uitgeschakeld in de derde ronde  |
| 4R      | uitgeschakeld in de vierde ronde |
| KF      | uitgeschakeld in de kwartfinale  |
| HF      | uitgeschakeld in de halve finale |
| F       | de finale verloren               |
| W       | het toernooi gewonnen            |
| w-v     | winst/verlies-balans             |

### Mannendubbelspel
| Grandslamtoernooien   |       |        |        |        |       |        |        |         |
| Australian Open       | –     | 2R     | 2R     | HF     | HF    | 1R     | 1R     | 10-6    |
| Roland Garros         | 3R    | –      | 3R     | KF     | KF    | 2R     | –      | 11-5    |
| Wimbledon             | 1R    | –      | 1R     | 3R     | 2R    | 3R     | –      | 5-5     |
| US Open               | 2R    | 1R     | 1R     | 1R     | 1R    | 1R     | –      | 1-6     |
| Winst-verlies         | 0-1   | 0-0    | 0-0    | 0-0    | 3-2   | 7-4    | 5-2    | 37-24   |
| Tennis Masters Cup    |       |        |        |        |       |        |        |         |
| ATP World Tour Finals | –     | –      | –      | HF     | RR    | –      | –      | 1-6     |
| ATP Masters 1000      |       |        |        |        |       |        |        |         |
| Indian Wells          | –     | 2R     | 2R     | 2R     | –     | KF     | 2R     | 6-5     |
| Miami                 | –     | 2R     | KF     | 2R     | 1R    | 2R     | 2R     | 6-6     |
| Monte Carlo           | –     | –      | 2R     | 1R     | F     | 2R     | –      | 5-4     |
| Stuttgart/Madrid      | –     | –      | 1R     | 1R     | KF    | –      | –      | 1-3     |
| Rome                  | –     | KF     | 2R     | 1R     | 2R    | 2R     | –      | 5-5     |
| Montréal/Toronto      | –     | –      | 1R     | 2R     | 2R    | 2R     | –      | 3-4     |
| Cincinnati            | 1R    | –      | 2R     | KF     | 1R    | 1R     | –      | 3-5     |
| Hamburg               | –     | –      | 1R     | 1R     | 2R    | 2R     | –      | 1-4     |
| Parijs                | –     | –      | 1R     | KF     | 1R    | –      | –      | 1-3     |
| Olympische Spelen     |       |        |        |        |       |        |        |         |
| Olympische Spelen     | –     | n.v.t. | n.v.t. | n.v.t. | 2R    | n.v.t. | n.v.t. | 1-1     |
| Statistieken          |       |        |        |        |       |        |        |         |
| Totaal aantal titels  | 0     | 0      | 2      | 0      | 1     | 1      | 0      | 4       |
| Totaal winst-verlies  | 12-12 | 18-14  | 28-23  | 30-33  | 30-26 | 25-26  | 5-6    | 160-162 |
| Eindejaarsranking     | 70    | 56     | 26     | 21     | 19    | 34     | 185    |         |